# جسم بار

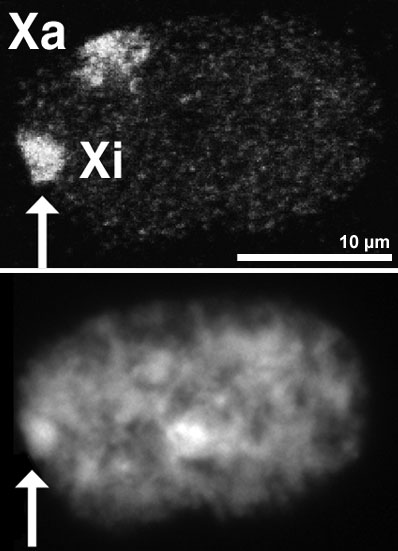

جسم بار  هو جسيم كروماتيني كثيف الصبغ يوجد في النواة، وقد إكتشفه العالمان موراي بار وإوارت جورج بارترام عام 1949م في خلايا القطط المؤنثة، وهو يستخدم للتفريق بين الخلايا المذكرة والمؤنثة وكذلك تحديد جنس المولود قبل ميلاده.